# Мелкоступов, Артём Петрович
Мелкоступов Артем Петрович (13 апреля 1987, Свирск, Иркутская область) — российский боец Армейского рукопашного боя, воспитанник Иркутской Школы Армейского рукопашного боя, пятикратный чемпион России по Армейскому рукопашному бою,
Мастер спорта России, самый техничный боец Армейского рукопашного боя за всю историю. В 17 лет стал победителем взрослого Чемпионата России (г. Сочи 2004).
Президент Иркутской региональной общественной организации "Спортивная Федерация Армейского рукопашного боя", старший тренер сборной команды Иркутской области, Руководитель военно-спортивного клуба "Георгий Победоносец".

## Достижения
- Чемпион России 2004 г., Сочи, Краснодарский край
- Чемпион России 2006 г.,  Краснодар
- Чемпион России 2007 г., Нальчик, Кабардино-Балкарская Республика
- Чемпион России 2008 г., Иваново
- Чемпион России 2009 г., Иркутск
- 2001, 2002, 2003 — бронзовый призер первенства России.
- 2004 — победитель первенства России (г. Щёлково, Московская область).
- 2004, 2005, 2006 — чемпион Сибирского федерального округа по Армейскому рукопашному бою.
- 2004—2008 — пятикратный чемпион Кубка Вооруженных сил России, по Армейскому рукопашному бою, посвященного памяти воинов-сибиряков.
- 2004 (г. Рязань), 2010 (г. Рязань) — серебряный призер международного турнира, по Армейскому рукопашному бою, памяти Героя СССР, генерала армии Василия Филипповича Маргелова.
- 2005 (г. Рязань), 2008 (г. Москва) — двукратный чемпион международного турнира по Армейскому рукопашному бою, памяти Героя СССР, генерала армии Василия Филипповича Маргелова.
- 2004 (г. Сочи), 2006 (г. Краснодар), 2007 (г. Нальчик, Республика Кабардино-Балкария), 2008 (г. Иваново), 2009 (г. Иркутск) — пятикратный чемпион России по Армейскому рукопашному бою.
- 2006 — чемпион Вооруженных сил России.
- 2006 (г. Волгоград) 2007 — двукратный чемпион Федеральной таможенной службы России по Армейскому рукопашному бою.
- 2007 — чемпион Сибирского военного округа по Армейскому рукопашному бою.
- 2007 — чемпион международного турнира по Армейскому рукопашному бою, памяти Героя России, гвардии капитана Виктора Викторовича Романова.
- 2007—2008 — серебряный призер чемпионата Вооруженных сил РФ по Армейскому рукопашному бою.
- 2007, 2008 — двукратный чемпион международного Кубка Губернатора Московской области, Героя СССР Бориса Всеволодовича Громова.
- 2008 (г. Хабаровск) — чемпион Дальневосточного федерального округа.
- 2009 (г. Москва, Малая спортивная арена "Лужники") — Победитель Международной матчевой встречи, Сборная России — Сборная Мира, «Битва Чемпионов 4».
- 2009 (г. Омск) — серебряный призер всероссийского турнира памяти Чепика Н. П.
- 2009 (г. Улан-Батор, Монголия), 2010 (г. Улан-Батор, Монголия) — двукратный чемпион Кубка Азии (г. Улан-Батор, Монголия).
- Самый техничный боец Чемпионата России 2009 (г. Иркутск).
- Самый техничный боец Кубка Азии 2010 (г. Улан-Батор, Монголия).
- Самый техничный боец Международного турнира памяти Маргелова В. Ф. 2005 (г. Рязань).
- Самый техничный боец Международного турнира памяти Маргелова В. Ф. 2008 (г. Москва).
- Самый техничный боец Международного Кубка Громова Б. В. 2007 г.
- Самый техничный боец чемпионата Федеральной таможенной службы России 2007 г.
- Самый техничный боец Кубка Вооружённых Сил РФ 2007—2008 г.
- Самый техничный боец Чемпионата Сибирского федерального округа 2004; 2005;2006 г.
- Самый техничный боец Первенства России 2004 г.
- Приз «Самый красивый бой турнира» Международный турнир памяти Маргелова В. Ф. 2004 (г. Рязань).
- Приз «Самый быстрый бой турнира» Чемпионат Вооруженных сил РФ 2006 г.